# Вільшаницька сільська рада (Білогірський район)
Вільша́ницька сільська́ ра́да — колишня адміністративно-територіальна одиниця та орган місцевого самоврядування в ліквідованому Білогірському районі Хмельницької області. Адміністративний центр — село Вільшаниця. У 2020 році рада приєднана до складу Білогірської селищної громади.

## Основні дані
Вільшаницька сільська рада утворена в 1921 році.
- Територія ради: 22,263 км²
- Населення ради: 548 осіб (станом на 1 січня 2011 року)
- Середня щільність населення: 24,61 осіб/км²
- Загальна площа населених пунктів: 0,952 км²
- Середня щільність населення у населених пунктах: 575,63 осіб/км²

## Географія
Територією сільської ради, із заходу на схід, протікає річка Горинь, права притока Прип'яті.

## Населення
Зміна чисельності населення за даними переписів і щорічних оцінок:
| Роки      | 1986  | 2001 | 2010 | 2011 |
| --------- | ----- | ---- | ---- | ---- |
| Населення | 1 700 | ▼649 | ▼542 | ▲548 |

## Населені пункти
Сільській раді підпорядковані населені пункти:
- с. Вільшаниця
- с. Варивідки

## Господарська діяльність
Основним видом господарської діяльності населених пунктів сільської ради є сільськогосподарське виробництво. Воно складається із ТзОВ «Гранд» та індивідуальних господарств. Основним видом сільськогосподарської діяльності є вирощування зернових культур, виробництво м'ясо-молочної продукції; допоміжним — вирощування овочевих культур.
На території сільради працює магазин, одна загально-освітня школа I–II ст., дитячий садок, три магазини, Вільшаницьке поштове відділення, АТС, два фельдшерсько-акушерських пункти (ФАП), водогін — 3,9 км.
Є церква Дмитра Солунського — Української православної церкви.

## Автошляхи та залізниці
На території сільської ради протяжність автомобільних шляхів загального користування становить 18,3 км, з них:
- із твердим покриттям — 15,8 км;
- із асфальтним покриттям — 0 км.

Через села сільради проходить залізнична лінія Шепетівка-Подільська — Тернопіль. Найближча залізнична станція — Вільшаниця.